# زربية سيربنسكي

الخطوات الست الأولى من زربية سيربنسكي.

زربية سيربنسكي (بالإنجليزية: Sierpinski carpet) هي كسيرية مستوية نظرت لأول مرة من طرف عالم الرياضيات البولندي واكلاو سيربنسكي, وكان ذلك عام 1916.